# فيلما نيرودا
فيلما نيرودا (بالألمانية: Wilhelmine Neruda) (و. 1840 – 1911 م) هي عازفة كمان من النمسا، والسويد، ولدت في برنو، تستخدم آلات كمان، توفيت في برلين، عن عمر يناهز 71 عاماً.